# Monastère de Solan
Pour l’article homonyme, voir Monastère de la Protection de la Mère de Dieu.
Le monastère de Solan ou le monastère de la Protection de la Mère de Dieu est un monastère orthodoxe situé dans la commune de La Bastide-d'Engras (Gard). C'est un monastère féminin qui se trouve dans la juridiction de la Métropole orthodoxe grecque de France.

## Histoire
Le monastère est fondé par l’archimandrite Placide Deseille qui séjourne en 1978, au monastère de Simonopetra au sein de la Communauté monastique du mont Athos. Il est ensuite envoyé, par l’archimandrite Aimilianos Vafidis (de) en France pour y fonder un monastère orthodoxe.

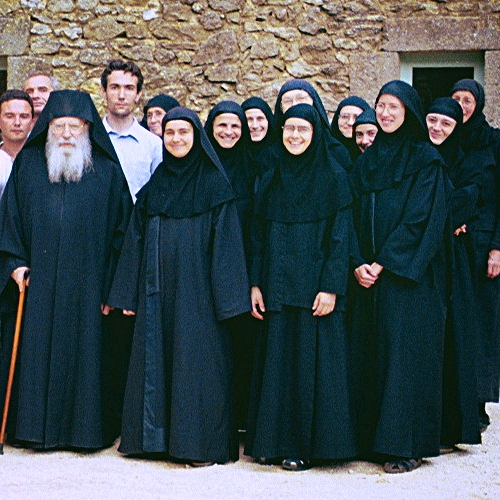
Les moniales de Solan avec leur higoumène.

Il part en compagnie du père Séraphin et les deux moines « inaugur[ent] le monastère Saint-Antoine-le-Grand le 14 septembre 1978, dans une maison vétuste située à Saint-Laurent-en-Royans, dans une vallée sauvage du Vercors. » En 1991, ils fondent à La Bastide-d'Engras, dans l'Uzège, un monastère pour les moniales qu'ils placent sous « la Protection de la Mère de Dieu ». Il est plus connu sous le nom de monastère de Solan.
La consécration de l'église a lieu en octobre 2019.

### Direction
Le premier higoumène est l'archimandrite Placide Deseille. Il cède ensuite la place en 1999[réf. nécessaire] à une moniale, Païssia Wintergerst, à laquelle succède Hypandia Hadjilambrou.

### Vie monastique et accueil
Tout comme la maison-mère, le monastère orthodoxe Saint-Antoine-le-Grand (ru), le monastère des moniales de Solan suit la règle (typicon) du monastère de Simonopetra.
Le typicon allie « une vie communautaire et liturgique avec une part importante de vie en cellule. » Il est à souligner que si « les offices sont célébrés en français, ils sont chantés d’après les mélodies byzantines, a capella selon la tradition ancienne. »
La pratique de l'hospitalité est une règle. Cela permet aux moniales de recevoir tant les visiteurs occasionnels que les personnes qui recherchent le silence d’une retraite, comme celles qui souhaitent vivre durant quelques jours à un rythme monacal. Il leur est demandé, en contrepartie « différents travaux, en s’associant et en apportant leur aide au projet de gestion patrimoniale. »
Dans le cadre de l’association des Amis de Solan (250 adhérents) sont très régulièrement organisées des conférences ou des journées de visite du monastère.

### Domaine viticole
La tradition byzantine est de vivre au rythme de la terre. Le travail manuel n'est pas une activité profane séparée de la prière mais fait partie de l'activité sacrée. Cette pratique trouve son aboutissement « dans la manière de se nourrir, d'aborder la terre, de la cultiver, en respectant sa nature, ses rythmes, sa finalité. »

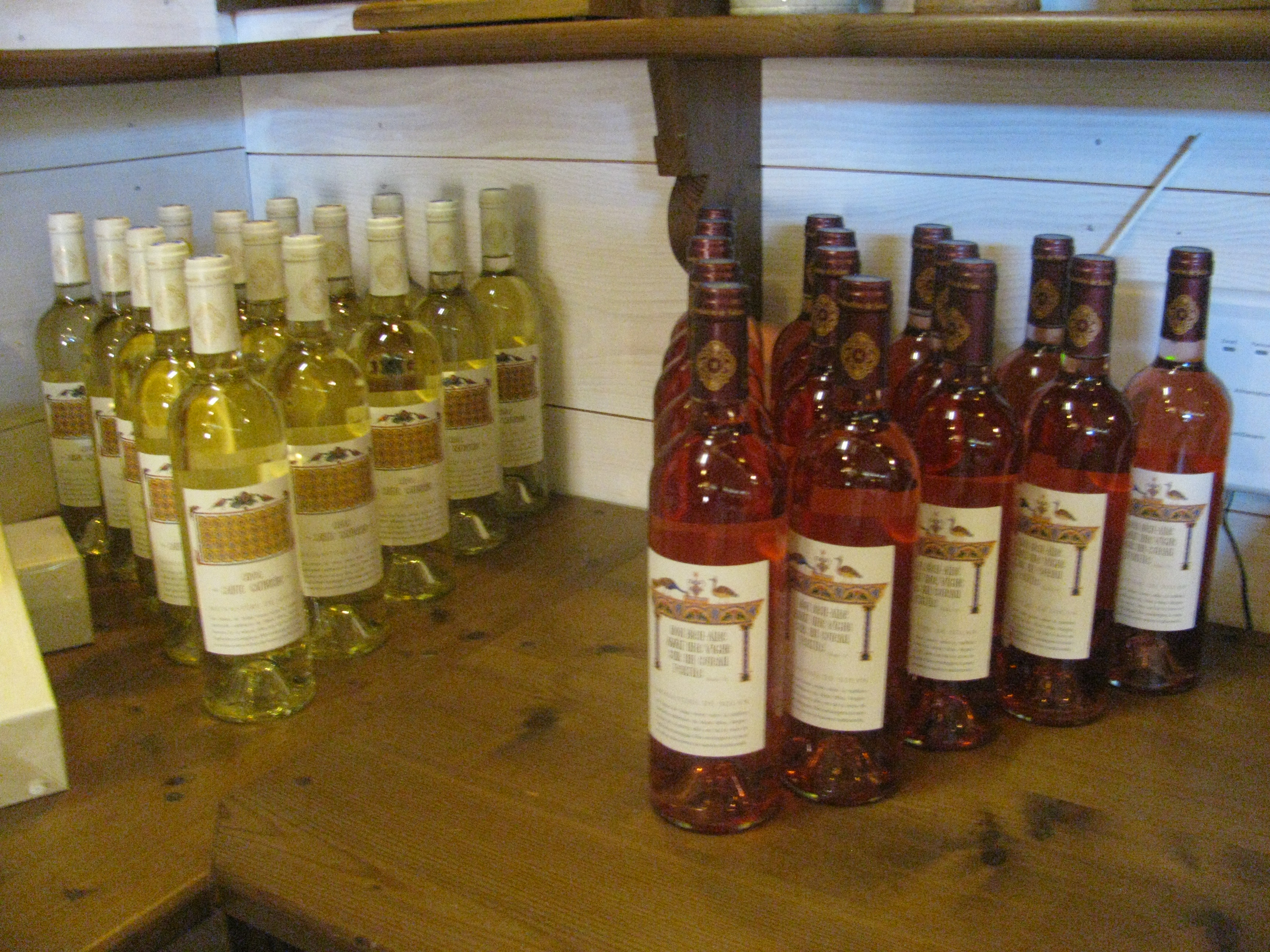
IGP Cévennes rosé et blanc du monastère.

Cela implique que, tous les mois, se déroule la bénédiction des eaux et, qu'à chaque vigile, le blé, le vin et l’huile sont bénis. « Le 6 août, enfin, les premières grappes de raisin sont bénies à la Liturgie de la fête de la Transfiguration. Cette fête revêt une importance particulière, elle est l’affirmation même de la foi chrétienne en la sanctification de la matière par le Christ. »
Une partie des terres agricoles du monastère sont plantées en vignes. Leur terroir, qui se situe « sur le contrefort oriental du massif cristallin des Cévennes, sur le flanc nord de la vallée de la Tave », est composé de roches sédimentaires où se mêlent des marnes, des bancs de calcaire, des grès rouges, des quartzites ainsi que des sols aréneux sur grès calcaires et des sols sableux sur grès ferrugineux.
Cette variété des terroirs a imposé d'élaborer des vins assemblant différents cépages, une tradition régionale, pour leur permettre d'exprimer toute la richesse et l’expression du terroir. Sur les cinq hectares plantés, entre 1958 et 1975, sont majoritaires le grenache noir, le carignan noir, le cinsault noir ainsi que la clairette rosée et blanche. De nouvelles plantations ont été effectuées depuis 2001, sur trois nouveaux hectares, avec syrah, cabernet franc et vermentino.
À côté de la production des vins rouges, rosés et blancs sont proposés à la vente au monastère des apéritifs à base de vin, des confitures et pâtes de fruits, des sels aromatisés, des vinaigres ainsi que des livres, des icônes et de l'encens.